# Гирлень (Бакеу)
Гирлень, Гирлені (рум. Gârleni) — село у повіті Бакеу в Румунії. Входить до складу комуни Гирлень.
Село розташоване на відстані 253 км на північ від Бухареста, 14 км на північний захід від Бакеу, 81 км на південний захід від Ясс, 145 км на північний схід від Брашова.

## Населення
За даними перепису населення 2002 року у селі проживали 1879 осіб, з них 1876 осіб (99,8%) румунів. Рідною мовою 1876 осіб (99,8%) назвали румунську.